# 울산MBC 즐거운 오후 2시
배윤호, 김연경의 즐거운 오후 2시는 울산MBC 표준FM(AM 846KHz, 표준FM 97.5MHz)에서 평일은 오후 2시 15분부터 4시까지 방송하고 있는 오락전문 라디오 프로그램이다.
| 울산MBC 표준FM     |                                  |                    |
| 이전               | 배윤호, 김연경의 즐거운 오후 2시 | 다음               |
| MBC 2시의 취재현장 | 배윤호, 김연경의 즐거운 오후 2시 | 지금은 라디오 시대 |
|                    |                                  |                    |
|                    |                                  |                    |